# 632
Cette page concerne l'année 632  du calendrier julien. Pour l'année 632 av. J.-C., voir 632 av. J.-C.
L'année 632 est une année bissextile qui commence un mercredi.

## Événements
- 23 février : le prophète de l'islam, Mahomet, suivi d'une foule de quatre-vingt-dix mille pèlerins, se met en route pour La Mecque, où il va effectuer son pèlerinage d'adieu[1].
- 3 mars : Mahomet arrive à La Mecque pour accomplir le pèlerinage, et il y est rejoint par Ali, qui revenait du Yémen avec ses hommes[1].
- 16 mars : au retour de son pèlerinage d'adieu à La Mecque, Mahomet fait une halte à Ghadir Khumm, où il prononce un sermon, au cours duquel il aurait révélé (d'après les chiites) que Dieu lui aurait commandé de désigner son successeur, et qu'il aurait choisi Ali[2].
- 8 avril : mort de Caribert II. Dagobert réunit l'Aquitaine à son royaume[3].
- 8 juin : mort de Mahomet à Médine[1]. Abou Bakr devient le premier calife de l'islam. Il  soumet les tribus arabes révoltées et progresse vers la Syrie et la Perse (fin en 634).

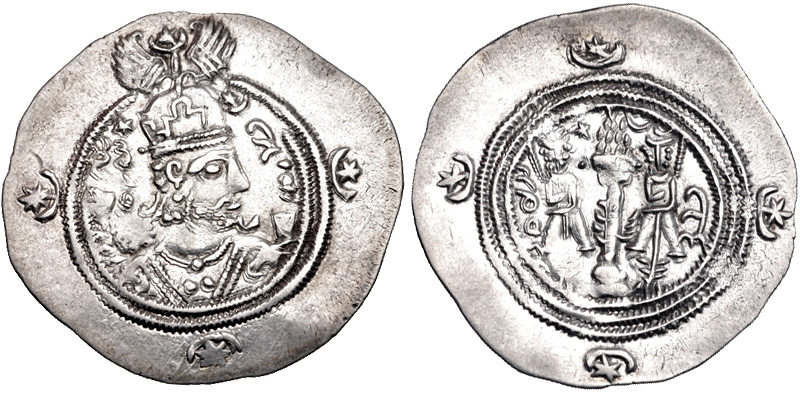
Monnaie d'argent de Yazdgard III.

- 16 juin : début du règne de Yazdgard III, dernier roi sassanide de Perse (fin en 651)[4].

- Les rois de Karachahr, de Kashgar et de Khotan dans le Tarim acceptent la suzeraineté chinoise[5].
- Début du règne de Penda, roi de Mercie (fin en 654)[6].
- Koubrat, chef du clan Doulo, unifie les tribus proto-bulgares (Outigoures, Koutrigoures, Onogoundoures) pour s'émanciper des Avars et crée sur un vaste territoire au sud de la steppe pontique un État puissant décrit par les chroniqueurs byzantins comme la « Grande Bulgarie »[7].
- septembre : La bataille de Buzakha à eu entre Khalid ibn al-Walid et Tulayha

## Décès en 632

### Janvier
- 20 janvier: Jinpyeong de Silla, 26e roi de Silla.

### Juin
- 8 juin : Mahomet, prophète de l'islam, (d'après la tradition musulmane).
- 16 juin : Ormizd V, roi de Perse, est assassiné par les troupes de Yazdgard III, qui restaure la dynastie Sassanide[4].